# 박필수
박필수(朴弼秀, 1938년 3월 19일 ~ 1998년 10월 23일)는 대한민국의 제35대 상공부 장관이다. 본관은 죽산이다. 1970년대 수출 드라이브 정책을 주도하였으며, 1990년 벨기에 브뤼셀에서 열린 세계통상장관회담의 수석대표로 참가, 우루과이 라운드 협상에 참여하기도 했다.

## 학력
- 서울공업고등학교
- 한국외국어대학교 영어과
- 미국 피츠버그대 대학원
- 한양대 경제학 박사

## 경력
- 상공부 국제협력차관보, 상역차관보
- 1981년 전매청장
- 한국소비자보호원장
- 한국생산성본부 회장
- 한국외국어대학교 총장
- 1989년 상공부 장관
- 기아경제연구소 회장